# Cimitero Mirogoj
Il Cimitero cittadino di Mirogoj, noto anche come Cimitero Mirogoj, è un cimitero-parco considerato uno dei più importanti monumenti della città di Zagabria. Il cimitero accoglie sepolture di membri di tutti i gruppi religiosi: cattolici, ortodossi, musulmani, ebrei, protestanti, Santi degli Ultimi Giorni; sono presenti anche tombe di non credenti. Nelle arcate si trovano le ultime dimore di molti celebri croati.

## Storia

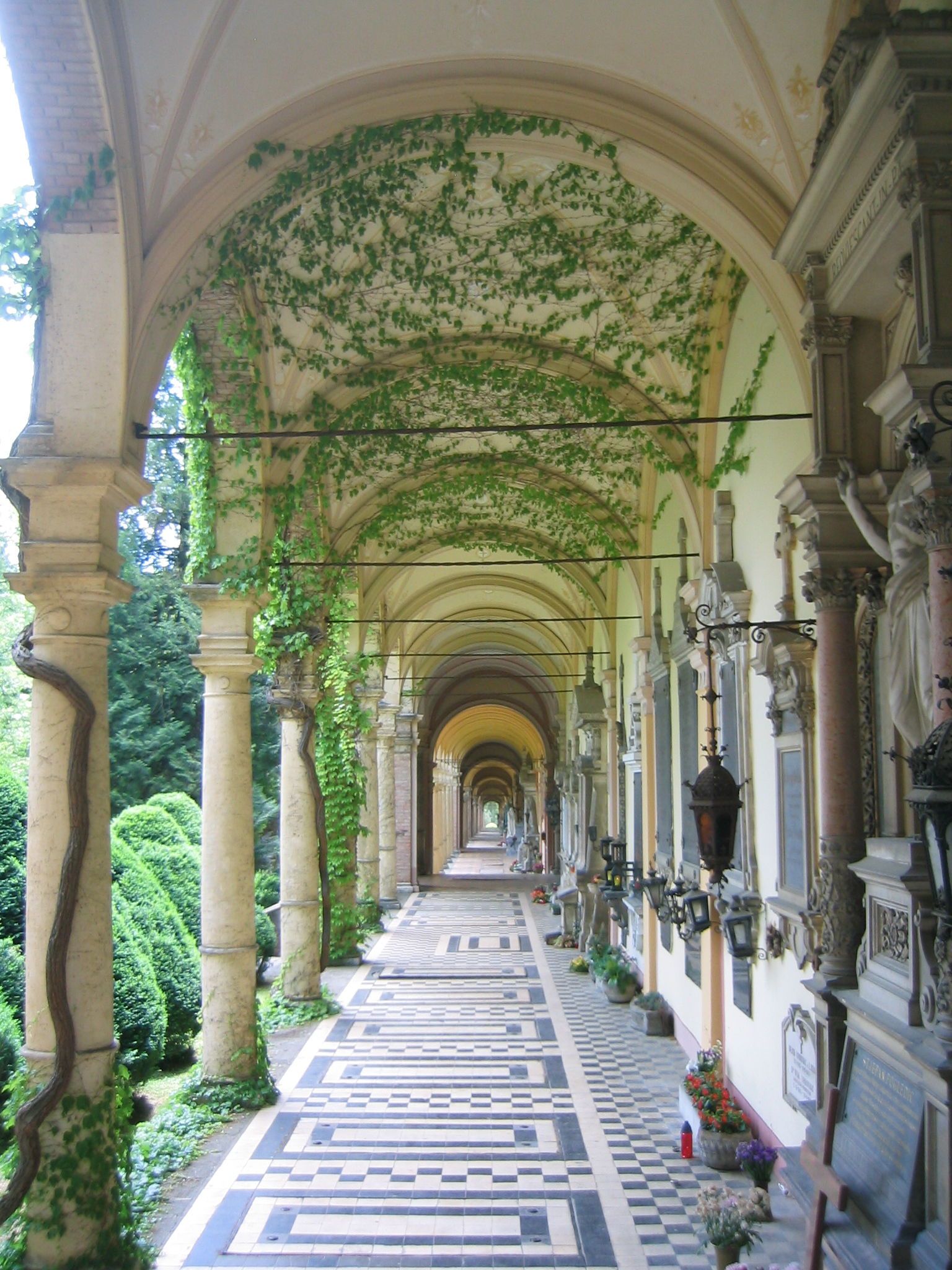
Arcate di Mirogoj

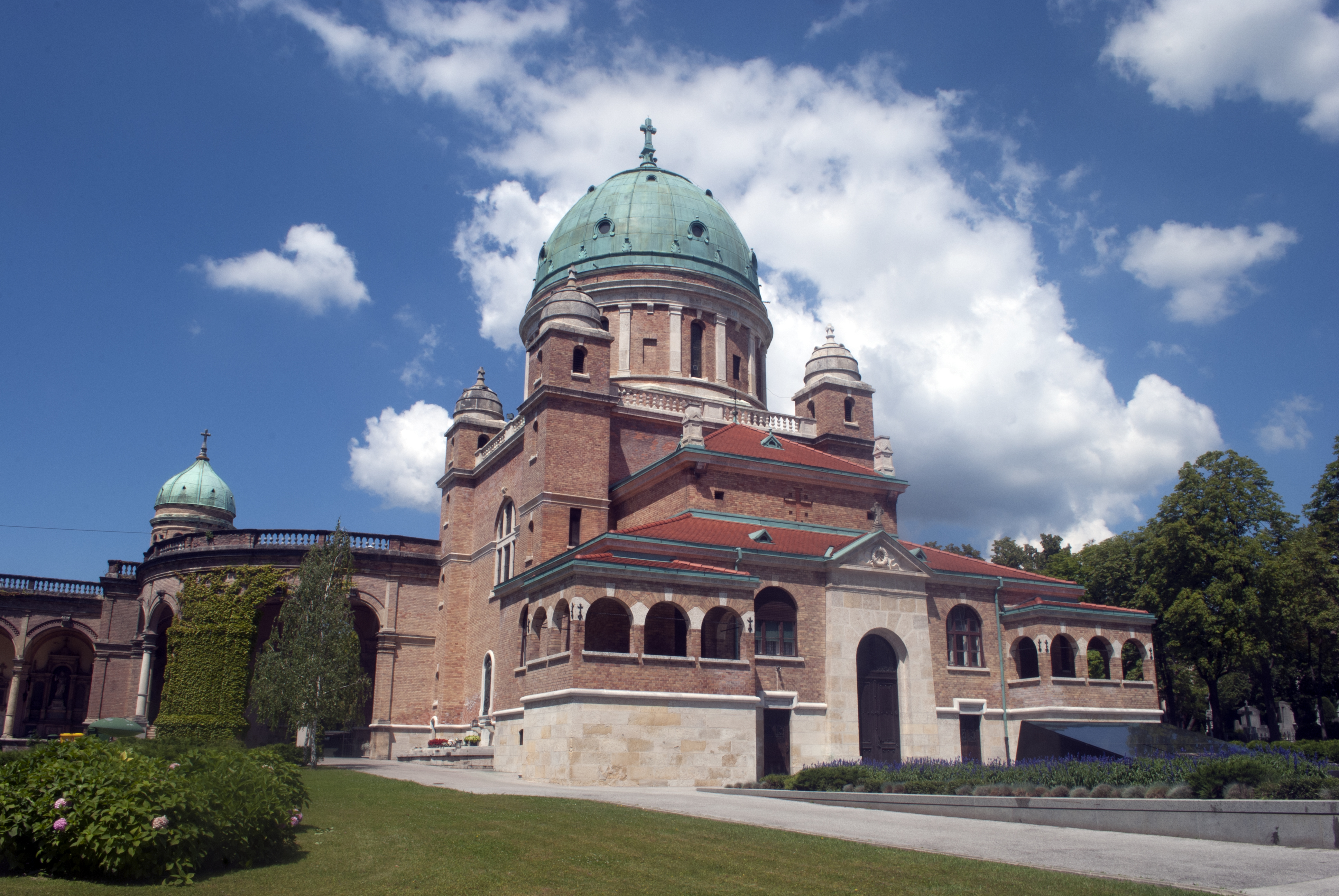
Chiesa di Cristo Re all'interno del cimitero

Il Cimitero di Mirogoj fu costruito su un terreno di proprietà del linguista Ljudevit Gaj, acquistato dalla città nel 1872, dopo la sua morte. L'architetto Hermann Bollé progettò l'edificio principale. Il nuovo cimitero fu inaugurato il 6 novembre 1876.
La costruzione delle arcate, delle cupole e della chiesa all'ingresso iniziò nel 1879. A causa della mancanza di fondi, i lavori terminarono solo nel 1929.
A differenza dei cimiteri più antichi, di proprietà ecclesiastica, Mirogoj è sempre stato di proprietà pubblica della città e accetta da sempre sepolture di persone di ogni confessione religiosa o non religiose.
Il 22 marzo 2020, durante la pandemia di COVID-19, Zagabria fu colpita da un terremoto di magnitudo 5.5 (terremoto di Zagabria del 2020) che causò danni significativi in tutta la città, inclusi quelli alle famose arcate del cimitero di Mirogoj.

## Sepolture celebri
Ecco la traduzione mantenendo il wikitesto:
- Zlatko Baloković (1895–1965), violinista
- Milan Bandić (1955–2021), sindaco di Zagabria più longevo[6]
- Ena Begović (1960–2000), attrice
- Miroslav Blažević (1935–2023), calciatore e in seguito allenatore[7]
- Hermann Bollé (1845–1926), architetto[8]
- Ivana Brlić-Mažuranić (1874–1938), scrittrice[9]
- Ferdinand Budicki (1871–1951), pioniere dell'automobilismo e dell'aviazione a Zagabria, introdusse le automobili in città
- Krešimir Ćosić (1948–1995), cestista e allenatore, membro della Naismith Memorial Basketball Hall of Fame e della FIBA Hall of Fame[10]
- Tošo Dabac (1907–1970), fotografo
- Arsen Dedić (1938–2015), cantautore e compositore[11]
- Dimitrija Demeter (1811–1872), greco-croato che ebbe un ruolo importante nel movimento di risveglio nazionale croato
- Filip Deutsch (1828–1919), nobile e industriale
- Julio Deutsch (1859–1922), architetto e co-proprietario dello studio di architettura Hönigsberg & Deutsch
- Janko Drašković (1770–1856), nobile, riformatore nazionale, politico e poeta[4]
- Rajko Dujmić, cantautore e compositore (1954–2020)[12]
- Hugo Ehrlich (1879–1936), architetto
- Aleksandar Ehrmann (1879–1965), industriale, filantropo e diplomatico
- Ljudevit Gaj (1809–1872), co-fondatore del Movimento illirico[4]
- Leo Hönigsberg (1861–1911), architetto e co-proprietario dello studio di architettura Hönigsberg & Deutsch
- Hosea Jacobi (1841–1925), rabbino capo di Zagabria
- Miroslav Krleža (1893–1981), scrittore[13]
- Oton Kučera (1857–1931), astronomo
- Zinka Kunc-Milanov (1906–1989), celebre soprano
- Svetozar Kurepa (1929–2010), matematico
- Ante Kovačić (1854–1889), scrittore[14]
- Vatroslav Lisinski (1819–1854), compositore[15]
- Vladko Maček (1879–1964), politico[16]
- Savić Marković Štedimlija (1906–1971), pubblicista
- Anđelka Martić (1924–2000), scrittrice
- Antun Gustav Matoš (1873–1914), scrittore
- Andrija Mohorovičić (1857–1936), sismologo
- Edo Murtić (1921–2005), pittore[17]
- Vladimir Nazor (1876–1949), scrittore[18]
- Maximilian Njegovan (1858–1930), comandante in capo e ammiraglio della Marina austro-ungarica[19]
- Slavoljub Eduard Penkala (1871–1922), inventore
- Dražen Petrović (1964–1993), cestista, membro sia della Naismith che della FIBA Hall of Fame[20]
- Milka Planinc (1924–2010), prima e unica prima ministra della Jugoslavia
- Vladimir Prelog (1906–1998), chimico vincitore del Premio Nobel[21]
- Petar Preradović (1818–1872), poeta
- Stjepan Radić (1871–1928), leader del Partito contadino croato[22]
- August Šenoa (1838–1881), scrittore[4]
- Ivica Šerfezi (1935–2004), cantante e sostenitore politico del Partito contadino croato
- Ivan Šubašić (1892–1955), ultimo Ban di Croazia
- Milka Ternina (1863–1941), celebre soprano
- Franjo Tuđman (1922–1999), primo presidente della Croazia
- Vice Vukov (1936–2008), cantante e politico[14]
- Tin Ujević (1891–1955), poeta[23]
- Emil Uzelac (1867–1954), capo dell'Aviazione austro-ungarica
- Ivan Zajc (1832–1914), compositore[24]

## Memoriali
- Monumento ai soldati croati caduti nella Prima guerra mondiale (1919)
- Monumento ai bambini della montagna di Kozara
- Tomba degli eroi del popolo (1968)
- Croce commemorativa ai soldati della Guardia Nazionale Croata (Seconda Guerra Mondiale) (1993)
- Monumento alle vittime di Bleiburg e della Marcia della Morte (1994)
- Cimitero militare tedesco (1996) con oltre 4.430 sepolture[25]
- Monumento "Voce delle vittime croate - Muro del Dolore" (dedicato alle vittime croate della guerra d'indipendenza croata)

## Posizione e accesso
Si trova oggi nel quartiere cittadino di Gornji Grad–Medveščak, in via Mirogojska e via Hermann Bollé.
La linea di autobus ZET 106 collega il cimitero al terminal autobus di Kaptol, nel cuore di Zagabria, ogni 20 minuti durante l'orario di apertura del cimitero. Una linea meno frequente, la 203 (ogni 20–25 minuti), parte anch'essa da Kaptol seguendo lo stesso percorso, ma prosegue ulteriormente a est fino al terminal di Svetice, collegandosi direttamente al Parco Maksimir. Anche la linea 226 segue un percorso simile alla 203, ma passa attraverso Remete. Questa linea è meno frequente (ogni 35-40 minuti).

## Galleria d'immagini

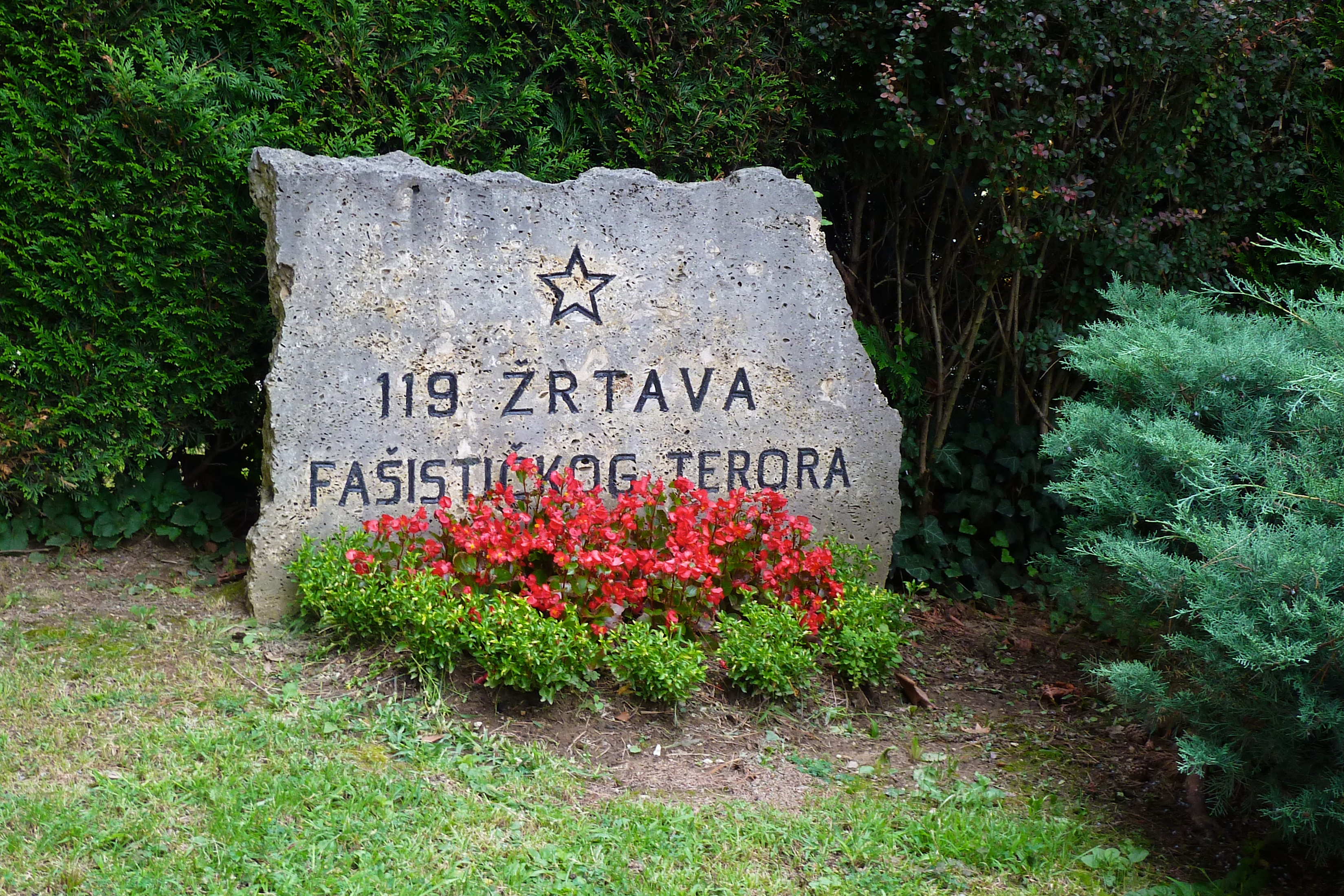
Monumento alle 119 vittime del terrore fascista
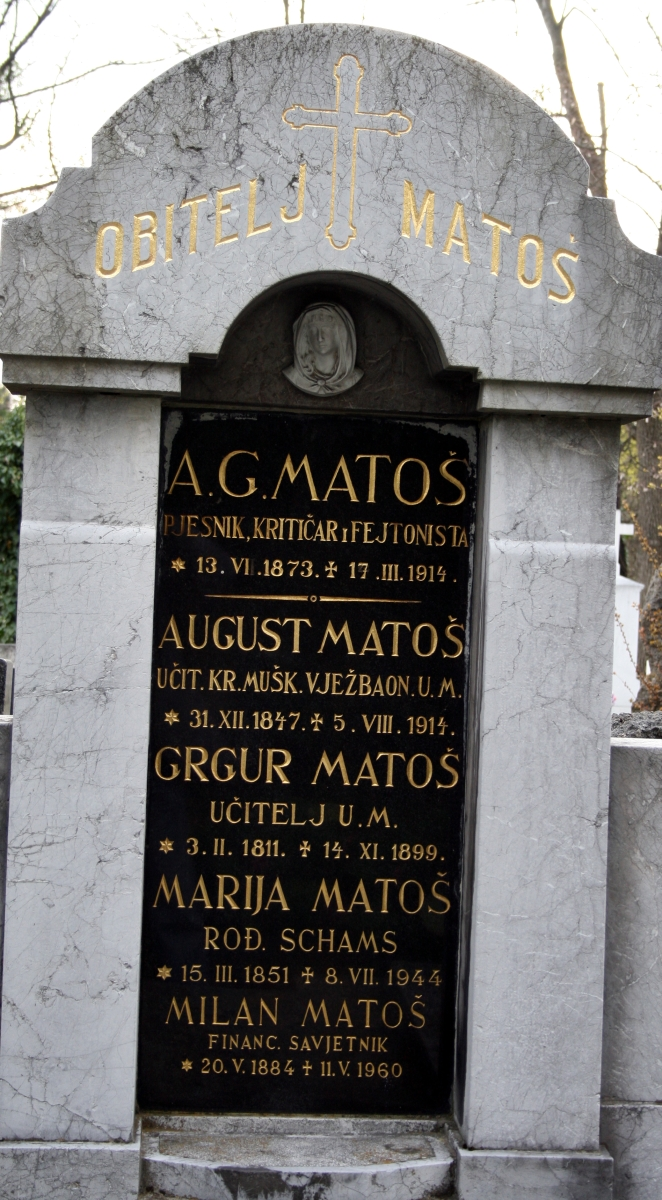
Tomba di Antun Gustav Matoš
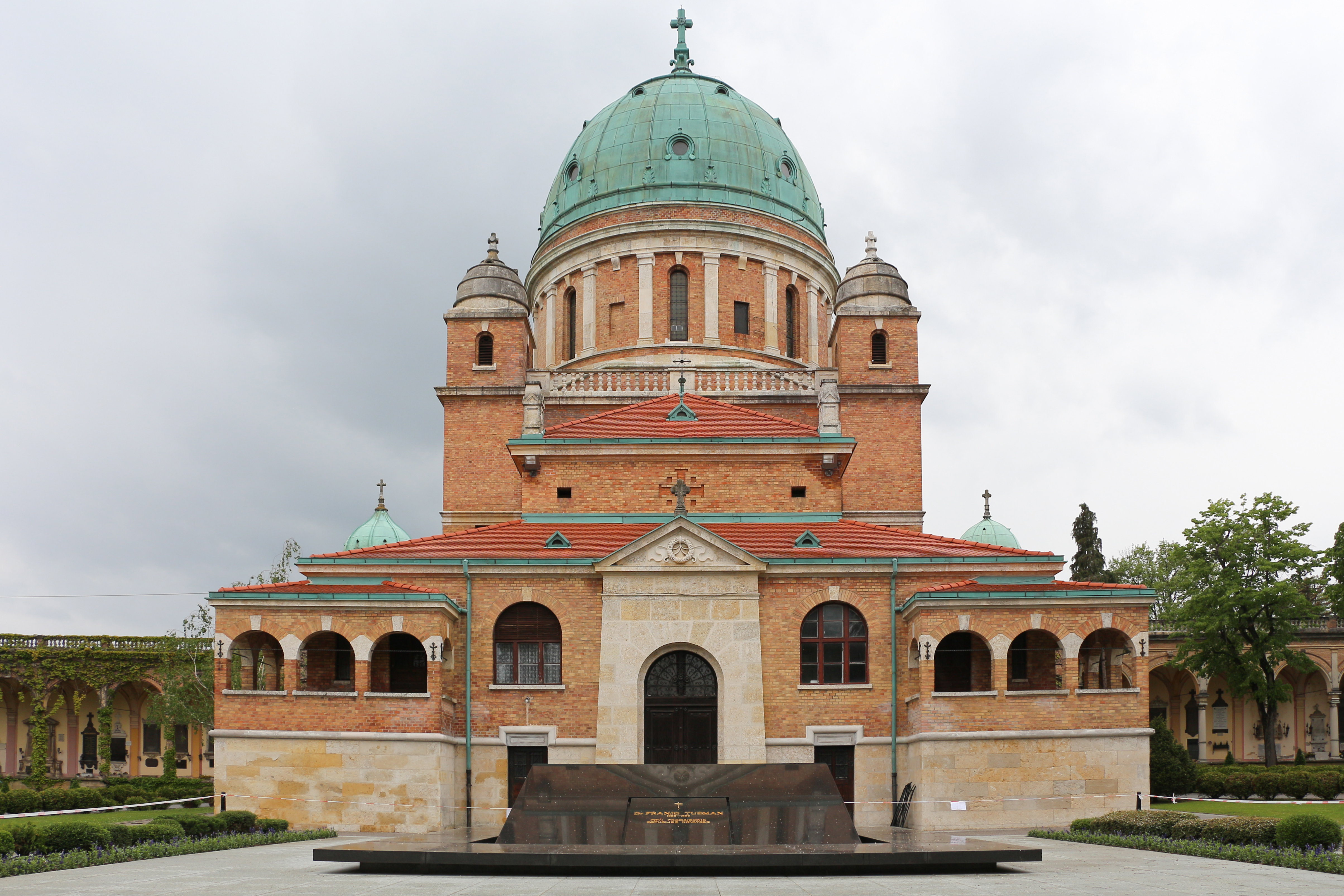
Tomba di Franjo Tuđman